# Vega (cantora)

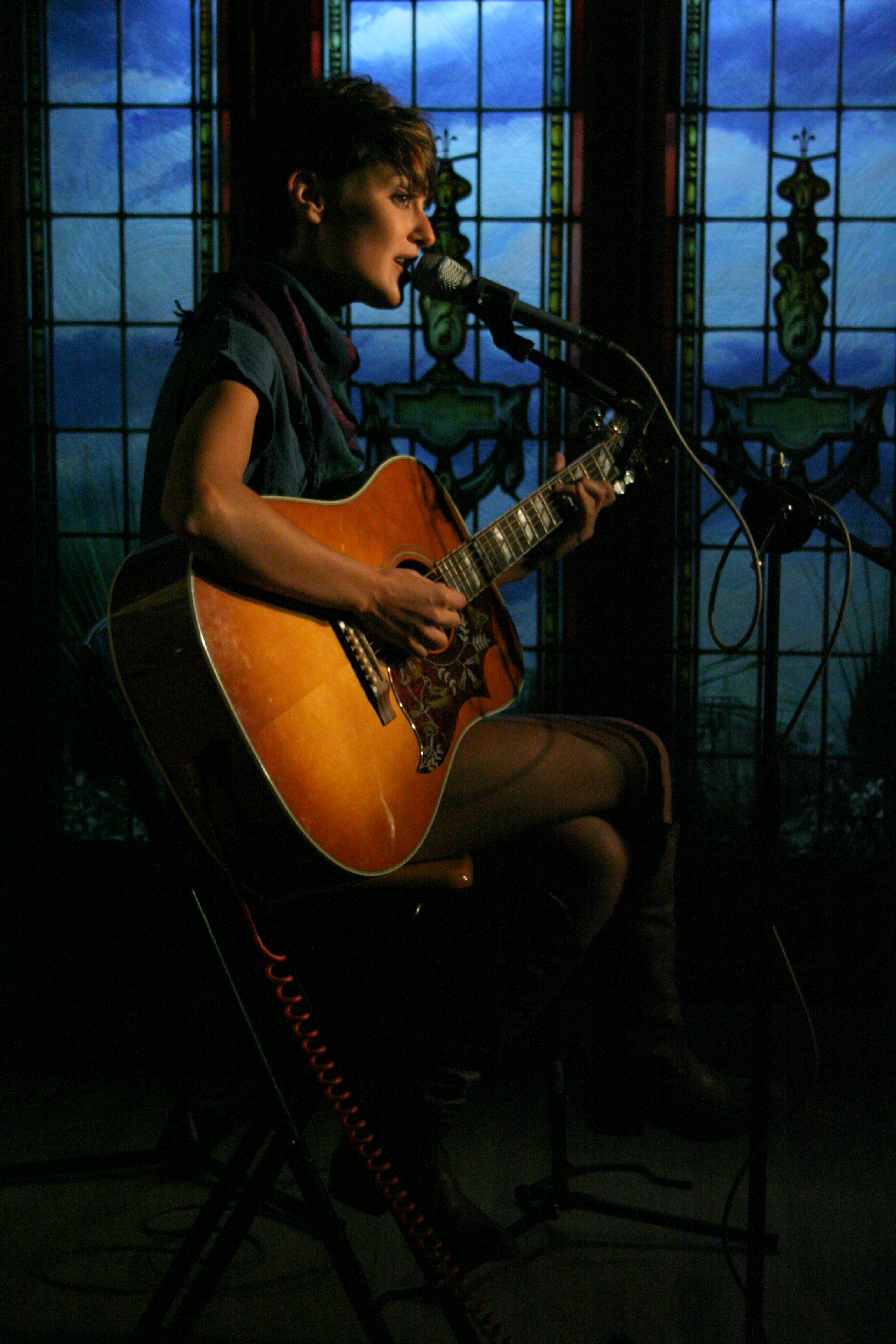

Mercedes Mígel Carpio, conhecida artisticamente por Vega (Córdoba, 18 de Fevereiro de 1979), é uma cantora espanhola.

## Discografia

### Álbuns
- India (2003)
- Circular (2006)
- Circular: Cómo girar sin dar la vuelta (2007)
- Metamorfosis (2009)
- La cuenta atrás (2011)

#### CD Single (Vale Music Spain2002)
- 1.- Quiero ser tú

#### India
- 01.- Directo al Sol
- 02.- Mi propio mundo
- 03.- Grita
- 04.- No necesito nada de ti
- 05.- La Verdad (Duo con Elena Gadel)
- 06.- India
- 07.- Believe
- 08.- Olor a azahar
- 09.- Mijitita
- 10.- Thats life
- 11.- Un día normal
- Hidden track.- Mi habitación